# 河曲郡
- 令制国一覧 > 東海道 > 伊勢国 > 河曲郡
- 日本 > 近畿地方 > 三重県 > 河曲郡

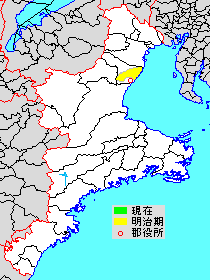
三重県河曲郡の範囲

河曲郡（かわわぐん）は、三重県（伊勢国）にあった郡。

## 郡域
1879年（明治12年）に行政区画として発足した当時の郡域は、鈴鹿市の一部（江島町、江島本町、南江島町、南玉垣町、桜島町、石垣、末広南、末広西、道伯町、道伯、三日市南、三日市町、三日市、竹野、竹野町、野辺町、山辺町、河田町、木田町、国分町より北東）にあたる。

## 歴史

### 近世以降の沿革
- 「旧高旧領取調帳」に記載されている明治初年時点での支配は以下の通り。●は村内に寺社領が存在。（1町38村）

| 知行         | 知行                 | 村数     | 村名 |
| ------------ | -------------------- | -------- | --- |
| 幕府領       | 旗本領               | 2村      | 江島村、岸岡村 |
| 藩領         | 伊勢神戸藩           | 1町 13村 | 矢田部村、地子町村、寺家村、十日市場、●西条村、河田村、山辺村、木田村、国分村、高岡村、十宮村、南長太村、矢橋村、神戸城下 |
| 藩領         | 伊勢亀山藩           | 8村      | 安塚村、三日市村、竹野村、野辺村、中若松村、南若松村、北若松村、甲斐無里                                                  |
| 藩領         | 伊勢津藩             | 5村      | 池田村、中戸村、肥田村、土師村、玉垣村                                                                                    |
| 藩領         | 伊勢久居藩           | 4村      | 上箕田村、中箕田村、下箕田村、南堀江村                                                                                    |
| 藩領         | 下野吹上藩           | 3村      | 西林崎村、南林崎村、北堀江村                                                                                              |
| 藩領         | 津藩・吹上藩         | 1村      | 須賀村 |
| 藩領         | 紀伊和歌山藩・吹上藩 | 1村      | 北長太村 |
| 幕府領・藩領 | 旗本領・神戸藩       | 1村      | 柳村 |

- 明治2年（1869年） - 旗本領が度会県の管轄となる。
- 明治4年
  - 7月14日（1871年8月29日） - 廃藩置県により、藩領が神戸県、亀山県、津県、久居県、吹上県、和歌山県の管轄となる。
  - 11月22日（1872年1月2日） - 第1次府県統合により、全域が安濃津県の管轄となる。
- 明治5年3月17日（1872年4月24日） - 安濃津県が改称して三重県となる。
- 明治初年（1町37村）
  - 甲斐無里が鈴鹿郡甲斐村に合併。
  - 西林崎村が改称して林崎村となる。
- 明治12年（1879年）2月5日 - 郡区町村編制法の三重県での施行により、行政区画としての河曲郡が発足。「河曲奄芸郡役所」が奄芸郡白子村に設置され、同郡とともに管轄。

### 町村制以降の沿革

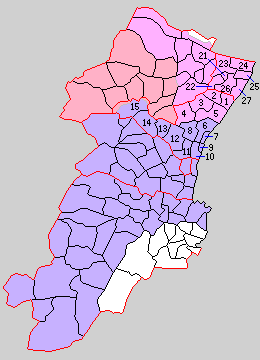
21.神戸町 22.飯野村 23.川曲村 24.一ノ宮村 25.箕田村 26.玉垣村 27.若松村（桃：鈴鹿市 1 - 15は奄芸郡）

- 明治22年（1889年）4月1日 - 町村制の施行により、以下の町村が発足。全域が現・鈴鹿市。（1町6村）
  - 神戸町 ← 神戸城下[6]、十日市場、矢田部村、地子町村［一部[7]を除く］、西条村［一部］、寺家村［一部］
  - 飯野村 ← 西条村［大部分］、寺家村［大部分］、安塚村、三日市村、地子町村［一部[7]］
  - 川曲村 ← 河田村、野辺村、竹野村、木田村、国分村、山辺村、十宮村、須賀村
  - 一ノ宮村 ← 池田村、高岡村、中戸村、南長太村、北長太村
  - 箕田村 ← 上箕田村、林崎村、南林崎村、中箕田村、下箕田村、南堀江村、北堀江村
  - 玉垣村 ← 玉垣村、柳村、肥田村、土師村、矢橋村
  - 若松村 ← 南若松村、中若松村、北若松村、岸岡村
  - 江島村が奄芸郡白子町の一部となる。
- 明治24年（1891年）6月12日 - 川曲村が改称して河曲村となる。
- 明治29年（1896年）4月1日 - 郡制の施行のため、河曲郡・奄芸郡の区域をもって河芸郡が発足。同日河曲郡廃止。

## 行政
河曲・奄芸郡長
| 代 | 氏名       | 就任年月日                 | 退任年月日                | 備考                           |
| -- | ---------- | -------------------------- | ------------------------- | ------------------------------ |
| 1  | 山中幸義   | 明治12年（1879年）         |                           |                                |
| 2  | 石津正一   | 明治21年（1888年）7月15日  |                           |                                |
| 3  | 鈴木隆     | 明治21年（1888年）9月1日   |                           |                                |
| 4  | 田門愿一   | 明治22年（1889年）1月8日   |                           |                                |
| 5  | 浦田長民   | 明治24年（1891年）7月14日  |                           |                                |
| 6  | 石井義忱   | 明治26年（1893年）12月15日 |                           |                                |
| 7  | 竹田喜太郎 | 明治28年（1895年）11月13日 | 明治29年（1896年）3月31日 | 奄芸郡との合併により河曲郡廃止 |